# Circonscription électorale de Saragosse
Ne doit pas être confondu avec Circonscription autonomique de Saragosse.
La circonscription électorale de Saragosse est l'une des cinquante-deux circonscriptions électorales espagnoles utilisées comme divisions électorales pour les élections générales espagnoles.
Elle correspond géographiquement à la province de Saragosse.

## Historique
Elle est instaurée en 1977 par la loi pour la réforme politique puis confirmée avec la promulgation de la Constitution espagnole qui précise à l'article 68 alinéa 2 que chaque province constitue une circonscription électorale.

## Congrès des députés

### Synthèse
|         |       | 1977 | 1979 | 1982 | 1986 | 1989 | 1993 | 1996 | 2000 | 2004 | 2008 | 2011 | 2015 | 2016 | 04/19 | 11/19 | 2023 |
| ------- | ----- | ---- | ---- | ---- | ---- | ---- | ---- | ---- | ---- | ---- | ---- | ---- | ---- | ---- | ----- | ----- | ---- |
| UCD     |       | 3    | 4    |      |      |      |      |      |      |      |      |      |      |      |       |       |      |
| PSP     |       | 1    |      |      |      |      |      |      |      |      |      |      |      |      |       |       |      |
| CDS     |       |      |      |      | 1    |      |      |      |      |      |      |      |      |      |       |       |      |
| CHA     |       |      |      |      |      |      |      |      | 1    | 1    |      | 1    |      |      |       |       |      |
| IU      |       |      |      |      |      | 1    | 1    |      |      |      |      | 1    |      |      |       |       |      |
| PSOE    |       | 3    | 3    | 5    | 4    | 3    | 3    | 3    | 2    | 3    | 4    | 2    | 2    | 2    | 3     | 3     | 2    |
| PAR     |       | 1    | 1    | 3    | 1    | 1    | 1    | 4    |      |      |      | 4    | 3    | 3    |       |       |      |
| AP/PP   |       |      |      | 3    | 2    | 2    | 2    | 4    | 4    | 3    | 3    | 4    | 3    | 3    | 1     | 2     | 3    |
| Cs      |       |      |      |      |      |      |      |      |      |      |      |      | 1    | 1    | 1     |       |      |
| Podemos |       |      |      |      |      |      |      |      |      |      |      |      | 1    | 1    | 1     | 1     |      |
| Vox     |       |      |      |      |      |      |      |      |      |      |      |      |      |      | 1     | 1     | 1    |
| Sumar   |       |      |      |      |      |      |      |      |      |      |      |      |      |      |       |       | 1    |
|         |       |      |      |      |      |      |      |      |      |      |      |      |      |      |       |       |      |
| Total   | Total | 8    | 8    | 8    | 8    | 7    | 7    | 7    | 7    | 7    | 7    | 7    | 7    | 7    | 7     | 7     | 7    |

### 1977
| Parti | Parti | Députés                                                                        |
| ----- | ----- | ------------------------------------------------------------------------------ |
| UCD   |       | Mariano Alierta Izuel, Juan Antonio Bolea Foradada, Luis del Val Velilla       |
| PSOE  |       | Ángel Cristóbal Montes, Benito Rodrigo González, Antonio Joaquín Piazuelo Plou |
| PAR   |       | Hipólito Gómez de las Roces                                                    |
| PSP   |       | Emilio Gastón Sanz                                                             |

### 1979
| Parti | Parti | Députés |
| ----- | ----- | --- |
| UCD   |       | Mariano Alierta Izuel, José Luis de Arce Martínez, Carmen Solano Carreras, Francisco José Fernández Ordóñez |
| PSOE  |       | Ángel Cristóbal Montes, Antonio Joaquín Piazuelo Plou, José Félix Sáenz Lorenzo                             |
| PAR   |       | Hipólito Gómez de las Roces                                                                                 |

### 1982
| Parti      | Parti | Députés |
| ---------- | ----- | --- |
| PSOE       |       | Carmen Solano Carreras, Elías Ramón Cebrián Torralba, Sebastián García Tomás, Fernando Gimeno Marín, José Félix Sáenz Lorenzo |
| AP-PDP/PAR |       | Manuel García Amigo, Hipólito Gómez de las Roces, Isaías Zarazaga Burillo                                                     |

### 1986
| Parti | Parti | Députés |
| ----- | ----- | --- |
| PSOE  |       | Elías Ramón Cebrián Torralba, Francisco José Fernández Ordóñez, Fernando Gimeno Marín, José Félix Sáenz Lorenzo |
| CP    |       | Luisa Fernanda Rudi, José Ramón Lasuén Sancho                                                                   |
| PAR   |       | Hipólito Gómez de las Roces                                                                                     |
| CDS   |       | León Buil Giral                                                                                                 |

- Hipólito Gómez de las Roces (PAR) est remplacé en juillet 1987 par Isaías Zarazaga Burillo.

### 1989
| Parti | Parti | Députés                                                                      |
| ----- | ----- | ---------------------------------------------------------------------------- |
| PSOE  |       | Susana Carmen Germán Laguna, Fernando Gimeno Marín, José Félix Sáenz Lorenzo |
| PP    |       | Luisa Fernanda Rudi, José Ignacio Senao Gómez                                |
| PAR   |       | José María Mur Bernad                                                        |
| IU    |       | José Luis Martínez Blasco                                                    |

### 1993
| Parti | Parti | Députés                                                                     |
| ----- | ----- | --------------------------------------------------------------------------- |
| PSOE  |       | Luis Carlos Piquer Jiménez, Fernando Gimeno Marín, José Félix Sáenz Lorenzo |
| PP    |       | Luisa Fernanda Rudi, José Ignacio Senao Gómez                               |
| PAR   |       | José María Mur Bernad                                                       |
| IU    |       | José Luis Martínez Blasco                                                   |

- Luis Piquer (PSOE) est remplacé en juin 1995 par Manuela García Villamayor.
- José Ignacio Senao (PP) est remplacé en octobre 1995 par Manuel Vilella Barrachina.

### 1996
| Parti  | Parti | Députés                                                                                       |
| ------ | ----- | --------------------------------------------------------------------------------------------- |
| PP-PAR |       | Ramón Moreno Bustos, Luis Gonzaga Navarro Elola, Antonio Jesús Serrano Vinué, Gustavo Alcalde |
| PSOE   |       | Juan Alberto Belloch, Bernardo Bayona Aznar, Fernando Gimeno Marín                            |

- Gustavo Alcalde (PP) est remplacé en septembre 1999 par Alfonso Sánchez Sánchez.

### 2000
| Parti | Parti | Députés                                                                             |
| ----- | ----- | ----------------------------------------------------------------------------------- |
| PP    |       | Luisa Fernanda Rudi, Ramón Moreno Bustos, Gabriel Cisneros, Alfonso Sánchez Sánchez |
| PSOE  |       | Alfredo Arola Blanquet, Mercedes Gallizo Llamas                                     |
| CHA   |       | José Antonio Labordeta                                                              |

### 2004
| Parti | Parti | Députés                                                      |
| ----- | ----- | ------------------------------------------------------------ |
| PP    |       | Luisa Fernanda Rudi, Gabriel Cisneros, Ramón Moreno Bustos   |
| PSOE  |       | Jesús Membrado Giner, Alfredo Arola Blanquet, Eva Sáenz Royo |
| CHA   |       | José Antonio Labordeta                                       |

- Luisa Fernanda Rudi (PP) est remplacée en juillet 2004 par Verónica Lope Fontagne.
- Gabriel Cisneros (PP), mort en fonctions le 27 juillet 2007, est remplacé par Rafael Lapeña Gil.

### 2008
| Parti | Parti | Députés                                                                               |
| ----- | ----- | ------------------------------------------------------------------------------------- |
| PSOE  |       | Jesús Membrado Giner, Pilar Alegría, Alfredo Arola Blanquet, Concepción Sanz Carrillo |
| PP    |       | Luisa Fernanda Rudi, Baudilio Tomé, Ramón Moreno Bustos                               |

- Luisa Fernanda Rudi (PP) est remplacée en juin 2011 par Alejandro de la Mata Menéndez.

### 2011
| Parti  | Parti | Députés                                                                     |
| ------ | ----- | --------------------------------------------------------------------------- |
| PP-PAR |       | Eloy Suárez Lamata, Baudilio Tomé, Ramón Moreno Bustos, Pilar Cortés Bureta |
| PSOE   |       | Pilar Alegría, Susana Sumelzo                                               |
| CHA    |       | Chesús Yuste Cabello                                                        |

- Baudilio Tomé (PP) est remplacé en mars 2012 par Sara Cobos Trallero.
- Chesús Yuste (CHA), démissionnaire en vertu d'un pacte entre CHA et IU, est remplacé en juillet 2014 par Álvaro Sanz Remón (IU).
- Pilar Alegría (PSOE) est remplacée en juin 2015 par Ignacio Magaña Sierra.

### 2015
| Parti   | Parti | Députés                                                      |
| ------- | ----- | ------------------------------------------------------------ |
| PP-PAR  |       | Eloy Suárez Lamata, Pilar Cortés Bureta, Ramón Moreno Bustos |
| PSOE    |       | Susana Sumelzo, Óscar Galeano                                |
| Podemos |       | Pedro Arrojo                                                 |
| Cs      |       | Rodrigo Gómez García                                         |

### 2016
| Parti   | Parti | Députés                                                      |
| ------- | ----- | ------------------------------------------------------------ |
| PP-PAR  |       | Eloy Suárez Lamata, Pilar Cortés Bureta, Ramón Moreno Bustos |
| PSOE    |       | Susana Sumelzo, Óscar Galeano                                |
| Podemos |       | Pedro Arrojo                                                 |
| Cs      |       | Rodrigo Gómez García                                         |

### Avril 2019
| Parti | Parti | Députés                                                       |
| ----- | ----- | ------------------------------------------------------------- |
| PSOE  |       | Susana Sumelzo, Pau Vicent Marí Klose, Noemí Villagrasa Quero |
| Cs    |       | Rodrigo Gómez García                                          |
| PP    |       | Eloy Suárez Lamata                                            |
| UP    |       | Pablo Echenique                                               |
| Vox   |       | Pedro Fernández Hernández                                     |

### Novembre 2019
| Parti | Parti | Députés                                                       |
| ----- | ----- | ------------------------------------------------------------- |
| PSOE  |       | Susana Sumelzo, Pau Vicent Marí Klose, Noemí Villagrasa Quero |
| PP    |       | Eloy Suárez Lamata, Pedro Navarro López                       |
| Vox   |       | Pedro Fernández Hernández                                     |
| UP    |       | Pablo Echenique                                               |

### 2023
| Parti | Parti | Députés                                                                     |
| ----- | ----- | --------------------------------------------------------------------------- |
| PP    |       | Pedro Navarro López, María del Mar González Bella, Luis María Beamonte Mesa |
| PSOE  |       | Pilar Alegría, Susana Sumelzo                                               |
| Vox   |       | Pedro Fernández Hernández                                                   |
| Sumar |       | Jorge Pueyo                                                                 |

- Pilar Alegría (PSOE) est remplacée le 12 décembre 2023 par Víctor Javier Ruiz de Diego.
- Susana Sumelzo (PSOE) est remplacée le 16 janvier 2024 par Marta Gracia Blanco.
- Mar González Bella (PP) est remplacée le 17 décembre 2024 par Raúl Cuevas.

## Sénat

### Synthèse
|              |       | 1977 | 1979 | 1982 | 1986 | 1989 | 1993 | 1996 | 2000 | 2004 | 2008 | 2011 | 2015 | 2016 | 04/19 | 11/19 | 2023 |
| ------------ | ----- | ---- | ---- | ---- | ---- | ---- | ---- | ---- | ---- | ---- | ---- | ---- | ---- | ---- | ----- | ----- | ---- |
| Indépendants |       | 3    |      |      |      |      |      |      |      |      |      |      |      |      |       |       |      |
| UCD          |       |      | 3    |      |      |      |      |      |      |      |      |      |      |      |       |       |      |
| AP & alliés  |       |      |      | 1    | 1    |      |      |      |      |      |      |      |      |      |       |       |      |
| PSOE         |       | 1    | 1    | 3    | 3    | 3    | 3    | 1    | 1    | 3    | 3    | 1    | 1    | 1    | 3     | 3     | 1    |
| PP           |       |      |      |      |      | 1    | 1    | 3    | 3    | 1    | 1    | 3    | 3    | 3    |       | 1     | 3    |
| Cs           |       |      |      |      |      |      |      |      |      |      |      |      |      |      | 1     |       |      |
|              |       |      |      |      |      |      |      |      |      |      |      |      |      |      |       |       |      |
| Total        | Total | 4    | 4    | 4    | 4    | 4    | 4    | 4    | 4    | 4    | 4    | 4    | 4    | 4    | 4     | 4     | 4    |

### 1977
| Parti        | Parti | Sénateurs                                                                             |
| ------------ | ----- | ------------------------------------------------------------------------------------- |
| Indépendants |       | Mateo Antonio García Mateo, Lorenzo Martín-Retortillo Baquer, Isaías Zarazaga Burillo |
| PSOE         |       | Ramón Sáinz de Varanda Jiménez de la Iglesia                                          |

### 1979
| Parti | Parti | Sénateurs                                                                                 |
| ----- | ----- | ----------------------------------------------------------------------------------------- |
| UCD   |       | Juan Antonio Bolea Foradada, Fernando Herreiz Muruzabal, José Luis Moreno Pérez-Caballero |
| PSOE  |       | José Antonio Biescas Ferrer                                                               |

### 1982
| Parti      | Parti | Sénateurs                                                                   |
| ---------- | ----- | --------------------------------------------------------------------------- |
| PSOE       |       | Gonzalo Arguilé Laguarta, Bernardo Bayona Aznar, Fernando Luis Velilla Royo |
| AP-PDP-PAR |       | Juan Antonio Bolea Foradada                                                 |

### 1986
| Parti | Parti | Sénateurs                                                                   |
| ----- | ----- | --------------------------------------------------------------------------- |
| PSOE  |       | Gonzalo Arguilé Laguarta, Bernardo Bayona Aznar, Luis Carlos Piquer Jiménez |
| CP    |       | Mariano Alierta Izuel                                                       |

### 1989
| Parti | Parti | Sénateurs                                                                 |
| ----- | ----- | ------------------------------------------------------------------------- |
| PSOE  |       | Gonzalo Arguilé Laguarta, Ramón Núñez Diácono, Luis Carlos Piquer Jiménez |
| PP    |       | Mariano Alierta Izuel                                                     |

### 1993
| Parti | Parti | Sénateurs                                                            |
| ----- | ----- | -------------------------------------------------------------------- |
| PSOE  |       | Bernardo Bayona Aznar, Armando Pérez Borroy, María Inés Pociña Pérez |
| PP    |       | Mariano Alierta Izuel                                                |

### 1996
| Parti  | Parti | Sénateurs                                                                     |
| ------ | ----- | ----------------------------------------------------------------------------- |
| PP-PAR |       | Mariano Alierta Izuel, José Ignacio Senao Gómez, Manuel Lorenzo Blasco Nogués |
| PSOE   |       | Pascual Marco Sebastián                                                       |

### 2000
| Parti | Parti | Sénateurs                                                                       |
| ----- | ----- | ------------------------------------------------------------------------------- |
| PP    |       | Fernando Martín Minguijón, María Ángeles Orós Lorente, José Ignacio Senao Gómez |
| PSOE  |       | Juan Alberto Belloch                                                            |

- Fernando Martín (PP) est remplacé en juin 2003 par José Luis Lapetra Fernández.

### 2004
| Parti | Parti | Sénateurs                                                                     |
| ----- | ----- | ----------------------------------------------------------------------------- |
| PSOE  |       | Jesús Martínez Herrera, María Pilar Pérez Lapuente, María José Navarro Lafita |
| PP    |       | José Atarés Martínez                                                          |

### 2008
| Parti | Parti | Sénateurs                                                          |
| ----- | ----- | ------------------------------------------------------------------ |
| PSOE  |       | Jesús Martínez Herrera, María Pilar Pérez Lapuente, Susana Sumelzo |
| PP    |       | José Atarés Martínez                                               |

### 2011
| Parti | Parti | Sénateurs                                                            |
| ----- | ----- | -------------------------------------------------------------------- |
| PP    |       | José Atarés Martínez, Rosa Santos Fernández, Octavio López Rodríguez |
| PSOE  |       | Juan Alberto Belloch                                                 |

- José Atarés (PP), mort en fonctions le 26 septembre 2013 est remplacé par María Navarro Viscasillas.

### 2015
| Parti  | Parti | Sénateurs                                                             |
| ------ | ----- | --------------------------------------------------------------------- |
| PP-PAR |       | Octavio López Rodríguez, Rosa Santos Fernández, Ricardo Canals Lizano |
| PSOE   |       | Juan José Rubio Ruiz                                                  |

### 2016
| Parti  | Parti | Sénateurs                                                             |
| ------ | ----- | --------------------------------------------------------------------- |
| PP-PAR |       | Octavio López Rodríguez, Rosa Santos Fernández, Ricardo Canals Lizano |
| PSOE   |       | Juan José Rubio Ruiz                                                  |

- Rosa Santos (PAR) est remplacée en février 2019 par Clemente Sánchez-Garnica Gómez.

### Avril 2019
| Parti | Parti | Sénateurs                                                                           |
| ----- | ----- | ----------------------------------------------------------------------------------- |
| PSOE  |       | Miguel Carmelo Dalmau Blanco, Ana Isabel Villar Lechón, Víctor Javier Ruiz de Diego |
| Cs    |       | Ana Pilar Velilla Martínez                                                          |

### Novembre 2019
| Parti | Parti | Sénateurs                                                                           |
| ----- | ----- | ----------------------------------------------------------------------------------- |
| PSOE  |       | Miguel Carmelo Dalmau Blanco, Ana Isabel Villar Lechón, Víctor Javier Ruiz de Diego |
| PP    |       | José Manuel Aranda Lassa                                                            |

### 2023
| Parti | Parti | Sénateurs                                                                  |
| ----- | ----- | -------------------------------------------------------------------------- |
| PP    |       | Luisa Fernanda Rudi, María del Rocío Dívar Conde, José Manuel Aranda Lassa |
| PSOE  |       | Miguel Carmelo Dalmau Blanco                                               |